# Alció orellut de Sulawesi
Cittura cyanotis és una espècie d'ocell de la família dels alcedínids (Alcedinidae) i única espècie del gènere Cittura. Habita la selva humida del nord i est de Sulawesi.

## Taxonomia
Aquesta espècie ha estat classificada en dues subespècies:
- C. c. sanghirensis, Sharpe, 1868, que habita les illes Sangihe.
- C. c. cyanotis (Temminck, 1824), que habita Sulawesi i Lembeh.

Ambdues subespècies però, són considerades avui espècies de ple dret:
- alció orellut de les Sangihe (C. sanghirensis).
- alció orellut de Sulawesi (C. cyanotis) (sensu stricto).